# Спенсер (переписна місцевість, Массачусетс)
Спенсер (англ. Spencer) — переписна місцевість (CDP) в США, в окрузі Вустер штату Массачусетс. Населення — 5810 осіб (2020).

## Географія
Спенсер розташований за координатами 42°14′55″ пн. ш. 71°59′35″ зх. д. / 42.24861° пн. ш. 71.99306° зх. д. (42.248575, -71.993130).  За даними Бюро перепису населення США в 2010 році переписна місцевість мала площу 5,63 км², з яких 5,46 км² — суходіл та 0,16 км² — водойми.

## Демографія
Згідно з переписом 2010 року, у переписній місцевості мешкало 5700 осіб у 2493 домогосподарствах у складі 1435 родин. Густота населення становила 1013 осіб/км².  Було 2798 помешкань (497/км²).
Расовий склад населення:
| - 95,1 % — білих - 0,8 % — чорних або афроамериканців - 0,8 % — азіатів - 0,3 % — корінних американців - 0,1 % — вихідців з тихоокеанських островів - 1,4 % — осіб інших рас |

До двох чи більше рас належало 1,6 %. Частка іспаномовних становила 4,3 % від усіх жителів.
За віковим діапазоном населення розподілялося таким чином: 22,2 % — особи молодші 18 років, 63,7 % — особи у віці 18—64 років, 14,1 % — особи у віці 65 років та старші. Медіана віку мешканця становила 38,7 року. На 100 осіб жіночої статі у переписній місцевості припадало 94,1 чоловіків;  на 100 жінок у віці від 18 років та старших — 90,4 чоловіків також старших 18 років.
Середній дохід на одне домашнє господарство  становив 54 116 доларів США (медіана — 45 750), а середній дохід на одну сім'ю — 65 962 долари (медіана — 61 716). Медіана доходів становила 38 147 доларів для чоловіків та 37 162 долари для жінок. За межею бідності перебувало 16,9 % осіб, у тому числі 28,7 % дітей у віці до 18 років та 19,3 % осіб у віці 65 років та старших.
Цивільне працевлаштоване населення становило 2630 осіб. Основні галузі зайнятості: освіта, охорона здоров'я та соціальна допомога — 28,8 %, роздрібна торгівля — 16,9 %, мистецтво, розваги та відпочинок — 9,7 %, виробництво — 9,2 %.